# Torrenueva Costa
Torrenueva Costa település Spanyolországban, Granada tartományban. Torrenueva Costa Motril községgel határos. Lakosainak száma 3098 fő (2024).

## Népesség
| Lakosok száma | 2682 | 2796 | 2892 | 3038 | 3115 | 3098 |
|               | 2019 | 2020 | 2021 | 2022 | 2023 | 2024 |